# Itziar Aizpuru
Itziar Aizpuru Sustaeta (Guetaria, 19 de diciembre de 1939) es una actriz española de teatro, cine y televisión.

## Biografía
Empezó a hacer teatro con 20 años, en el grupo de teatro Txeru de su tierra natal donde estuvo durante cinco años. Posteriormente, participó en las series de ETB Goenkale y Martin. En 2010 empezó a hacer cine con la película 80 egunean y en 2018 actuó en el filme Cuando dejes de quererme.
Su padre era primo de Pepita Embil. Itziar solía pasar los veranos con Plácido Domingo. Pertenece a la familia del caserío de los Enbil, a la que también pertenecen los dos anteriores.
Actualmente Aizpuru reside en Zarauz. Es aficionada al canto y canta en el coro "Schola Cantorum Santa Maria la Real de Zarautz" y hasta el año 2018 cantó en el coro parroquial de la parroquia de San Salvador de Guetaria (Salbatore Deuna Abesbatza).

## Cine
- 80 egunean.
- Loreak.
- El gran Vázquez.
- El guardián invisible.
- Cuando dejes de quererme.
- Mientras dure la guerra.
- Legado en los huesos.
- Los Versos del Olvido.
- Ofrenda a la tormenta.

## Televisión
- Martín (serie de Euskal Telebista)
- Hospital Central.
- La que se avecina.
- Allí Abajo.
- La Víctima Número 8.

## Premios
Medallas del Círculo de Escritores Cinematográficos
| Año  | Categoría               | Película | Resultado |
| ---- | ----------------------- | -------- | --------- |
| 2014 | Mejor actriz secundaria | Loreak   | Ganadora  |

Premios Feroz
| Año  | Categoría               | Película | Resultado |
| ---- | ----------------------- | -------- | --------- |
| 2014 | Mejor actriz de reparto | Loreak   | Ganadora  |